# Eddie Gerard

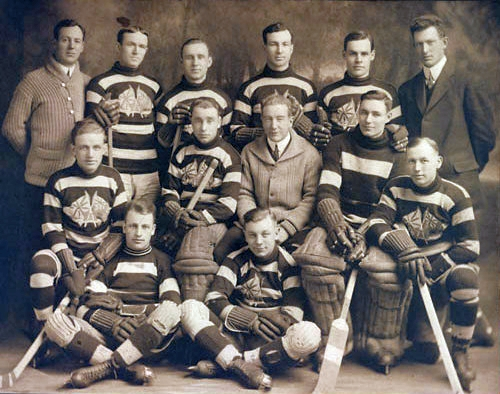
Eddie Gerard, längst ner till vänster, med Ottawa Senators säsongen 1914–15.

Edward George "Eddie" Gerard, född 22 februari 1890 i Ottawa, Ontario, död 7 augusti 1937 i Ottawa, var en kanadensisk professionell ishockeyspelare och ishockeytränare.

## Karriär
Eddie Gerard spelade under tio säsonger för Ottawa Senators i NHA och NHL åren 1913–1923. Som tränare ledde han Ottawa Senators, Montreal Maroons, New York Americans och St. Louis Eagles i NHL.
Gerard vann fyra Stanley Cup som spelare, tre med Ottawa Senators åren 1920, 1921 och 1923 samt en med Toronto St. Patricks 1922 då han lånades in som reserv för en match i finalserien. Som tränare vann Gerard en Stanley Cup med Montreal Maroons 1926.
Gerard var en av de nio första spelare som valdes in i Hockey Hall of Fame 1945.

## Statistik

### Spelare
OCSHL = Ottawa City Hockey League, IPAHU = Interprovincial Amateur Hockey Union
| 1907–08            | Ottawa Seconds        | OCSHL              | 7   | 8  | –  | 8  | –   | –  | – | – | – | –  |
| 1907–08            | Ottawa Victorias      | Stanley Cup        | –   | –  | –  | –  | –   | 1  | 0 | 0 | 0 | –  |
| 1908–09            | Ottawa Seconds        | OCSHL              | 5   | 11 | –  | 11 | 10  | 2  | 1 | 0 | 1 | 5  |
| 1909–10            | Ottawa Seconds        | OCSHL              | 9   | 17 | –  | 17 | –   | 3  | 1 | 0 | 1 | 14 |
| 1910–11            | Ottawa New Edinburghs | IPAHU              | 6   | 9  | –  | 9  | 18  | 3  | 6 | 0 | 6 | 6  |
| 1910–11            | Ottawa New Edinburghs | OCSHL              | 2   | 1  | –  | 1  | 0   | –  | – | – | – | –  |
| 1911–12            | Ottawa New Edinburghs | IPAHU              | 11  | 12 | —  | 12 | 8   | 4  | 8 | 0 | 8 | 6  |
| 1912–13            | Ottawa New Edinburghs | IPAHU              | 9   | 16 | –  | 16 | 16  | 7  | 6 | 0 | 6 | 6  |
| 1913–14            | Ottawa Senators       | NHA                | 11  | 6  | 7  | 13 | 34  | –  | – | – | – | –  |
| 1913–14            | Ottawa New Edinburghs | IPAHU              | 2   | 2  | –  | 2  | –   | –  | – | – | – | –  |
| 1914–15            | Ottawa Senators       | NHA                | 20  | 9  | 10 | 19 | 39  | 2  | 0 | 0 | 0 | 18 |
|                    |                       | Stanley Cup        | –   | –  | –  | –  | –   | 3  | 1 | 0 | 1 | –  |
| 1915–16            | Ottawa Senators       | NHA                | 24  | 13 | 5  | 18 | 57  | –  | – | – | – | –  |
| 1916–17            | Ottawa Senators       | NHA                | 19  | 17 | 9  | 26 | 37  | 2  | 1 | 2 | 3 | 6  |
| 1917–18            | Ottawa Senators       | NHL                | 20  | 13 | 7  | 20 | 26  | –  | – | – | – | –  |
| 1918–19            | Ottawa Senators       | NHL                | 18  | 4  | 10 | 14 | 17  | 5  | 3 | 0 | 3 | 3  |
| 1919–20            | Ottawa Senators       | NHL                | 22  | 9  | 7  | 16 | 19  | –  | – | – | – | –  |
|                    |                       | Stanley Cup        | –   | –  | –  | –  | –   | 5  | 2 | 1 | 3 | 3  |
| 1920–21            | Ottawa Senators       | NHL                | 24  | 11 | 4  | 15 | 18  | 2  | 1 | 0 | 1 | 6  |
|                    |                       | Stanley Cup        | –   | –  | –  | –  | –   | 5  | 0 | 0 | 0 | 44 |
| 1921–22            | Ottawa Senators       | NHL                | 21  | 7  | 11 | 18 | 16  | 2  | 0 | 0 | 0 | 8  |
|                    | Toronto St. Patricks  | Stanley Cup        | –   | –  | –  | –  | –   | 1  | 0 | 0 | 0 | 0  |
| 1922–23            | Ottawa Senators       | NHL                | 23  | 6  | 8  | 14 | 24  | 2  | 0 | 0 | 0 | 0  |
|                    |                       | Stanley Cup        | –   | –  | –  | –  | –   | 6  | 1 | 0 | 1 | 4  |
| NHA totalt         | NHA totalt            | NHA totalt         | 74  | 45 | 31 | 76 | 167 | 4  | 1 | 2 | 3 | 24 |
| NHL totalt         | NHL totalt            | NHL totalt         | 128 | 50 | 47 | 97 | 120 | 11 | 4 | 0 | 4 | 17 |
| Stanley Cup totalt | Stanley Cup totalt    | Stanley Cup totalt | –   | –  | –  | –  | –   | 21 | 4 | 1 | 5 | 51 |

Statistik från hockey-reference.com och sihrhockey.org

### Tränare
M = Matcher, V = Vinster, F = Förluster, O = Oavgjorda
| 1917–18 | Ottawa Senators    | NHL    | 22  | 9   | 13  | 0  | 3:a i NHL               | —  | — | — | — | —                             |
| 1924–25 | Montreal Maroons   | NHL    | 30  | 9   | 19  | 2  | 5:a i NHL               | —  | — | — | — | —                             |
| 1925–26 | Montreal Maroons   | NHL    | 36  | 20  | 11  | 5  | 2:a i NHL               | 4  | 3 | 1 | 0 | Vann Stanley Cup              |
| 1926–27 | Montreal Maroons   | NHL    | 44  | 20  | 20  | 4  | 3:a i Canadian Division | 2  | 0 | 1 | 1 | Förlorade i första rundan     |
| 1927–28 | Montreal Maroons   | NHL    | 44  | 24  | 14  | 6  | 2:a i Canadian Division | 9  | 5 | 3 | 1 | Förlorade Stanley Cup-finalen |
| 1928–29 | Montreal Maroons   | NHL    | 44  | 15  | 20  | 9  | 5:a i Canadian Division | —  | — | — | — | —                             |
| 1930–31 | New York Americans | NHL    | 44  | 18  | 16  | 10 | 4:a i Canadian Division | —  | — | — | — | —                             |
| 1931–32 | New York Americans | NHL    | 48  | 16  | 24  | 8  | 4:a i American Division | —  | — | — | — | —                             |
| 1932–33 | Montreal Maroons   | NHL    | 48  | 22  | 20  | 6  | 2:a i Canadian Division | 2  | 0 | 2 | 0 | Förlorade i första rundan     |
| 1933–34 | Montreal Maroons   | NHL    | 48  | 19  | 18  | 11 | 3:a i Canadian Division | 4  | 1 | 2 | 1 | Förlorade i andra rundan      |
| 1934–35 | St. Louis Eagles   | NHL    | 13  | 2   | 11  | 0  | 5:a i American Division | —  | — | — | — | —                             |
| Totalt  | Totalt             | Totalt | 421 | 174 | 186 | 61 | —                       | 21 | 9 | 9 | 3 |                               |